# اقتل هنري كيسنجر!
اقتل هنري كيسنجر! هي رواية تجسس ضمن سلسلة إس إيه إس، تحمل الرقم 34 في السلسلة، من تأليف جيرار دو فيلييه، ونُشرت سنة 1974 عن دار نشر بلون/بريس دو لا سيتي. وكما هو الحال مع جميع روايات إس إيه إس المنشورة خلال سبعينيات القرن العشرين، صدرت الرواية في فرنسا في طبعة أولى بلغت 100,000 نسخة.
تجري أحداث الرواية في الكويت، في يناير 1973 أو يناير 1974.

## الشخصيات الرئيسية
- مالكو لينج
- إليانور ريكور
- أبو الشارقة: رئيس جهاز المخابرات الكويتي
- مارييتا فيرغسون
- عبد الزكي
- ويني زكي
- أمينة
- دينا، مترجمة لغة الإشارة
- تشينو-بو
- جامبو

## الملخص
يُغتال سعيد حاج الفُجيلة طعنًا بالسكاكين على يد ثلاثة قتلة في سوق بمدينة الكويت. وكان مراسلاً لوكالة المخابرات المركزية، ومكلَّفًا بإبلاغ الوكالة الأمريكية عن استعدادات لاعتداء يستهدف هنري كيسنجر أثناء زيارته للمنطقة بعد ثلاثة أسابيع. يُوفد مالكو لينغه إلى مدينة الكويت في 31 ديسمبر لإحباط الاعتداء. فور وصوله، يلتقي بإليانور ريكور، عميلة خاصة للوكالة في الإمارة الصغيرة. كما يتعرف بشكل فظ على أبو شَرَح، رئيس جهاز المخابرات الكويتي. الفقيد سعيد حاج الفُجيلة كان قد أمضى ليلته مع بائعة هوى إنجليزية تدعى مارييتا فيرغسون، لكنها تعرضت لهجوم عنيف: لم تُقتل، لكنها أصيبت بتشوه كامل. يبدأ مالكو تحقيقه ويلتقي بعبد الزاكي، الذي يبدو متطرفًا عربيًا مواليًا للفلسطينيين، وزوجته الدنماركية ويني. لاحقًا، يتوجه قاتل إلى المستشفى لقتل مارييتا، فيتبعه مالكو سرًا إلى ملهى ليلي يُدعى الفينيق، حيث يراه يتحدث مع امرأة جميلة. يكتشف مالكو أن هذه المرأة راقصة شرقية (الفصول 1 إلى 5).
يعرف مالكو أن الراقصة تُدعى أمينة، وهي صماء بكماء. يستعين بمترجمة للغة الإشارة تدعى دينا. يتعرض مالكو لهجوم في فندقه ويكاد يُقتل، لكنه ينجو بصعوبة. بعدها تُعثر دينا مقتولة، وتُختطف أمينة. في اليوم التالي، يرى مالكو قميصًا أسود من الدانتيل كان قد أهداها إياه شكرًا لمساعدتها، على جثة خادمة لـويني زاكي. فيبدأ يشك بها وبزوجها في ارتباطهما الوثيق بالإرهابيين الذين يخططون لقتل كيسنجر. لاحقًا، تُعثر على أمينة سجينة في مخبأ، حيث عذّبها خاطفوها بوضع الملح في مهبلها لمعاقبتها على «تعاونها» مع «الصهاينة» (مع العلم أنها لم تكن قادرة على الاستغاثة لكونها صماء بكماء). يتعقب مالكو عبد الزاكي الذي يتجه إلى الصحراء نحو المنطقة المحايدة قرب قرية الوفرة. هناك يتواصل الزاكي مع مجموعة تتدرب على السلاح في الصحراء. يهاجم مالكو مع إليانور واثنين من الأمريكيين المجموعة، لكنهم يقعون في كمين ولا ينجون إلا بمعجزة. كان الفشل تامًا (الفصول 6 إلى 12).
يهدد مالكو ويني: إذا لم تساعده في منع الاعتداء، فإن زوجها سيُعدم على يد مخابرات الأمير. فتدله ويني على أن امرأة صينية تُدعى تشينو-بو قد أخفت الأسلحة في غوا بالهند، وأنها ستُعيدها إلى الكويت يوم وصول كيسنجر. كانت الأسلحة مخبأة في كالانغوت داخل مجتمع من الهيبيين، بعدما سرقتها تشينو-بو من فرانكفورت قبل مدة. يقرر مالكو مع إليانور ريكور السفر إلى غوا للتحقيق (الفصل 13).
يصل مالكو وإليانور إلى غوا ويبدآن التحقيق. يتمكنان من العثور على تشينو-بو، التي كانت على علاقة مع رجل يُدعى جامبو. يكتشف جامبو أن مالكو يحقق بشأنه، فتمارس إليانور الجنس معه. يرد مالكو بتخدير جامبو بجرعة قوية من إل إس دي. وبما أن تشينو-بو لم تكن تملك القوة الجسدية لاستخراج الأسلحة المخبأة في البحر، تطلب من مالكو مساعدتها في انتشال الحقيبة الثقيلة. يتظاهر مالكو بالغباء ويوافق، لكنه يستغل الفرصة لجعل الأسلحة غير صالحة للاستعمال. بعد وقت قصير يُعلن عن موت جامبو. يقرر مالكو وإليانور العودة إلى الكويت قبل تشينو-بو (الفصول 14 إلى 17).
بعد مواجهة إضراب مفاجئ في قطاع الطيران، يصل مالكو وإليانور إلى مدينة الكويت. كانت ثلاث عمليات إرهابية مخططة بالتزامن. أولًا، يتمكن مالكو من شل عبد الزاكي الذي كان ينوي إطلاق صاروخ سام-7 «ستريلا» على طائرة كيسنجر قبل هبوطها. يفشل الزاكي في تدمير الطائرة. في الوقت نفسه، يهاجم «مجموعة القدس» الإرهابية برج المراقبة في المطار ويستولون عليه بعنف، ويسقط رهائن قتلى. كان الهدف منع طائرة كيسنجر من الهبوط في البوابة المقررة. ثالثًا، داخل المطار، تسلّم تشينو-بو، التي وصلت قبل ساعات، أسلحة (كان مالكو قد عطّلها) لمجموعة إرهابية أخرى، لكنها تفشل في تنفيذ هجومها. وهكذا يتمكن كيسنجر من النزول سالمًا في الكويت (الفصول 18 إلى 20).

## حول الرواية
- بحسب الفصل الأول، «حُظر استهلاك المشروبات الكحولية قبل ثلاث سنوات»، مما يحدد زمن الأحداث في 1967-1968. لكن في تلك الفترة لم يكن هنري كيسنجر يشغل أي منصب حكومي، ما يشير إلى خطأ زمني من المؤلف.
- في الفصل الثاني، يُشار إلى أغنية يقتلنى بنعومه بأغنيته (أغنية) التي تعود إلى سنة 1972. وبما أن المشهد يجري في 31 ديسمبر، فيمكن تأريخ بداية الأحداث إما في 31 ديسمبر 1972 أو 31 ديسمبر 1973، بما أن الكتاب صدر سنة 1974.
- في الرواية، يُعطى لعدد من الأمراء الكويتيين أسماء إمارات من الإمارات المتصالحة (مثل الفجيرة، الشارقة، وغيرها).